# 特拉提特埃杜芆爾

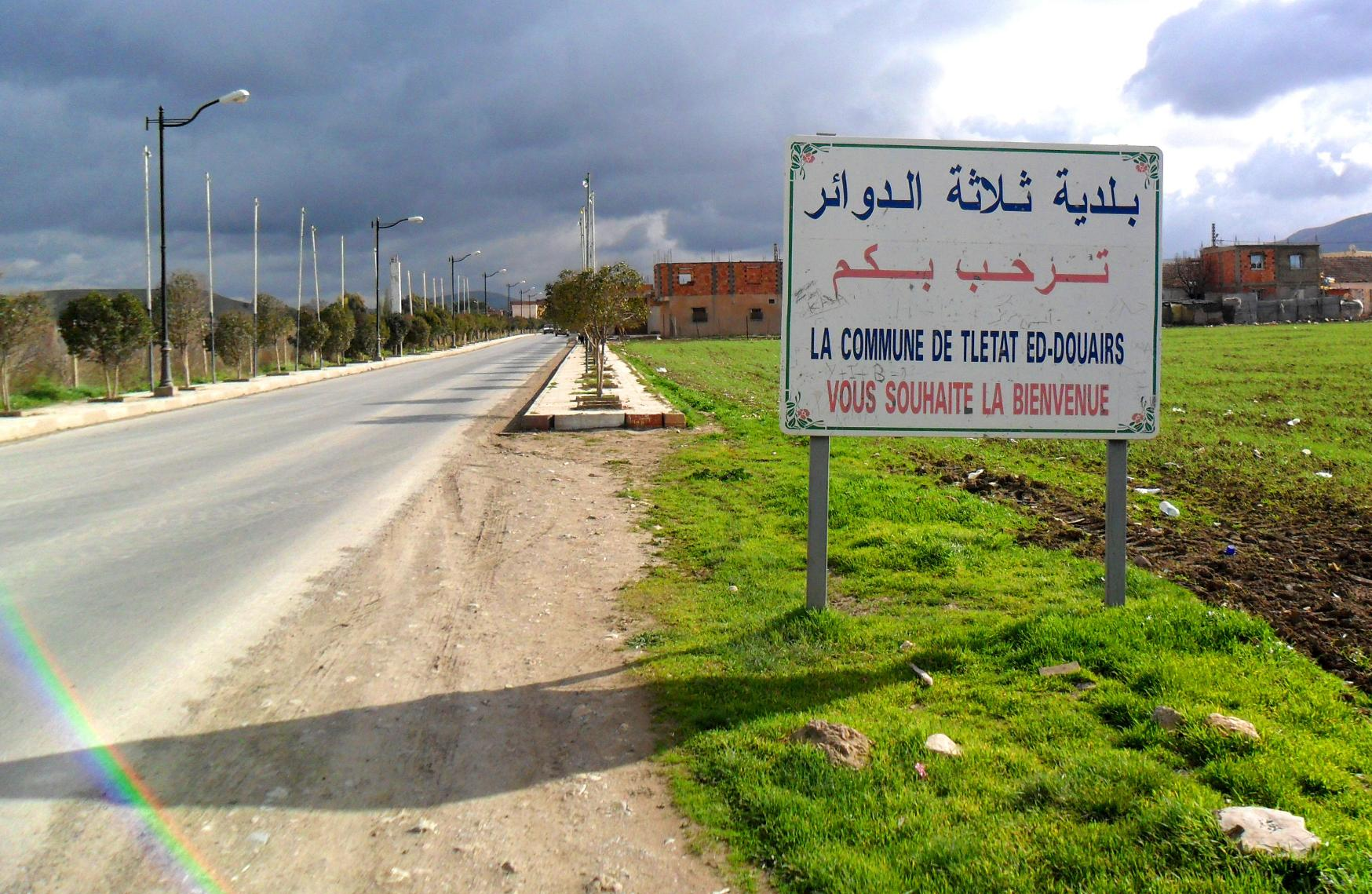
特拉提特埃杜芆爾

35°58′51″N 2°57′48″E / 35.98083°N 2.96333°E
特拉提特埃杜芆爾（阿拉伯语：‎），是阿爾及利亞的城鎮，位於該國北部麥迪亞省，由塞格萬區負責管轄，面積136平方公里，海拔高度698米，2008年人口7,632，人口密度每平方公里56人。